# República de l'Alt Volta
La República de l’Alt Volta (francès: République de Haute-Volta), país ara anomenat Burkina Faso, fou un país de l'Àfrica occidental sense litoral creat l'11 de desembre de 1958 com una colònia autònoma dins de la Comunitat francesa. Abans d'aconseguir l'autonomia, havia estat l'Alt Volta francès i part de la Unió Francesa. El 5 d'agost de 1960 va assolir la plena independència de França. El 4 d’agost de 1984 va canviar el seu nom per Burkina Faso.

## Nom i bandera

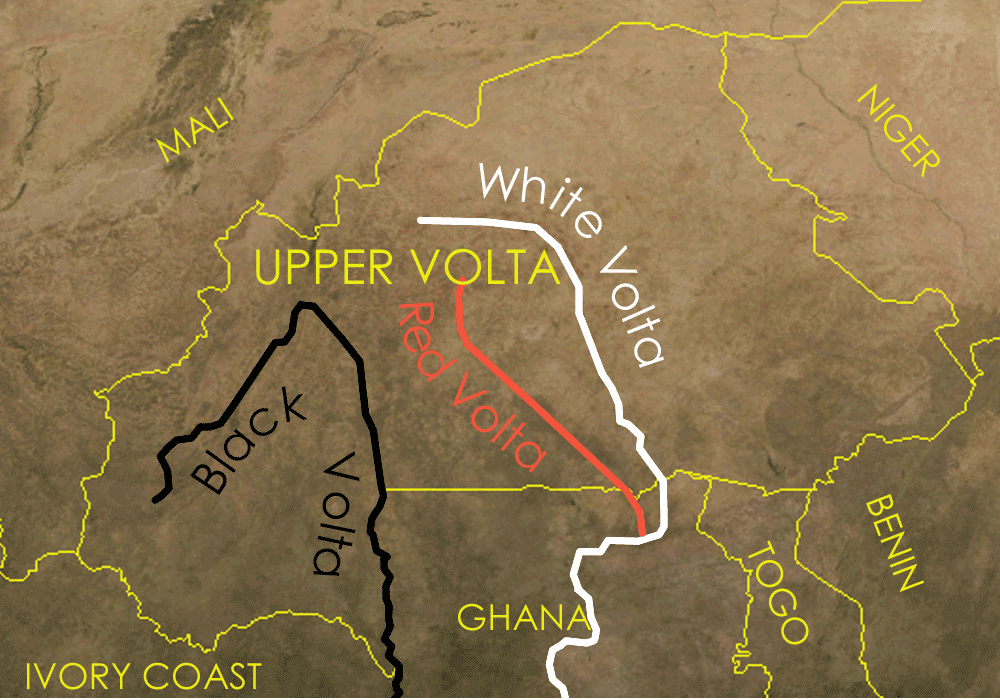
Mapa que mostra el riu Volta a l'Alt Volta

El nom d'Alt Volta indicava que el país conté la part superior del riu Volta. Els colors de la bandera nacional corresponien als noms dels seus tres afluents principals: el Volta Negre, el Volta Blanc i el Volta Vermell. La bandera era idèntica a la de l'Imperi alemany.

## Història
L’Alt Volta va obtenir la independència el 5 d’agost de 1960. El primer president del país, Maurice Yaméogo, fou el líder del partit Aliança per la Democràcia i la Federació / Ral·li Democràtic Africà. La Constitució de 1960 estableix l'elecció per sufragi universal directe del president i de l'Assemblea Nacional per un mandat de cinc anys. Poc després d’arribar al poder, Yaméogo va prohibir tots els partits polítics diferents de l’Aliança per la Democràcia.
Thomas Sankara va arribar al poder mitjançant un cop d'estat militar el 4 d'agost de 1983. Després del cop d'estat, va formar el Consell Nacional per a la Revolució (CNR), amb ell mateix com a president. Sota la direcció de Sankara, el país va canviar el seu nom el 4 d'agost de 1984, de l'Alta Volta a Burkina Faso, que significa "Terra de persones incorruptibles".

## Política
Del 1958 al 1960, la República de l'Alt Volta va ser dirigida per un alt comissariat:
- Max Berthet (11 de desembre de 1958 a febrer de 1959),
- Paul Masson (febrer de 1959 al 5 d'agost de 1960).

Del 1971 al 1987, la República de l'Alt Volta va ser dirigida per un primer ministre:
- Gérard Kango Ouedraogo (del 13 de febrer de 1971 al 8 de febrer de 1974)
- Thomas Sankara (del 4 d'agost de 1983 al 14 d'octubre de 1987)

## Símbols

### Bandera
Els tres colors de la bandera nacional de l'Alt Volta provenen del fet que el riu Volta té tres parts: la Volta Negra, la Volta Blanca i la Volta Vermella.